# An Unearthly Child
Az An Unearthly Child (magyarul: Egy földönkívüli gyermek) a Ki vagy, doki? (Doctor Who) sorozat első része. Először a BBC TV sugározta 1963. november 23. és december 14. között 4 epizódban. Az első epizódot 3 verzióban vették fel (mind a három verzióban ugyanaz volt a történet csak kisebb eltérések voltak köztük). Eredetileg november 23-án indult el, de beárnyékolta John Fitzgerald Kennedy amerikai elnök meggyilkolása.

## Történet
A Londonban időző Doktor unokája iskolába jár. Két tanár (Ian Chesterton és Barbara Wright) ellátogat a rendkívül okos gyerekhez, így lesznek a Tardis vendégei. Majd miután (véletlenül) a jégkorszak idejébe érkeznek, kalandtúrát tesznek, melynek során az ősemberek azt akarják, hogy tüzet csináljanak.

## Cselekmény

### 1. rész
Az epizód elején egy roncstelepet mutatnak, ahol a Tardis van. Ezt követően a Tardisra rámutatva, a kamera már a Coal Hill Schoolt mutatja (szabad magyar fordításban: Szénhegyi Iskola). Ott az iskola két tanára Barbara (történelemtanár) és Ian (kémia- vagy technikatanár), aggódik a suli legjobb tanulójáért, Susan Foremanért, aki a veszélyes esti sötétségben járkál.
A tanárok követik a lányt a roncstelepig, majd közelebb sétálnak, s egy öreg úrba botlanak. Vele együtt bemennek a telefonfülkébe, s meglepetésükre a fülke belül nagyobb mint kívül. Ekkor megtalálták Susant, s a Doktor és Susan megpróbálják elmondani, hogy egy űrhajóban vannak. A tanárok nem hiszik el, de a Doktor tovább akarja bizonygatni, ám Susan megpróbálja visszafogni. Végül elindul az űrhajó az Idő Örvénybe, s visszamennek a múltba, a tanárok pedig összeesnek.
Amikor megérkeznek, valaki megjelenik a Tardis előtt.

### 2. rész
Kiderül, aki megjelent, egy ősember, s visszaemlékszik arra, hogy a törzse tüzet akart csinálni. A Tardisban a tanárok felébrednek, a Doktor ekkor megmutatja a képernyőn a két vendégnek, hogy ott lakik a két tanár (vagyis hogy így nézett ki, ahol régen laktak). Majd kimennek, egy kis sétát tenni. A Doktor sajnos túl messzire ment a Tardistól, és egy ősember váratlanul elkapta.
Susan, Ian és Barbara gyanakodnak, hogy valami történt a Doktorral, s elmennek megkeresni. Ekkor ismét váratlanul elkapja egy másik ősember, s a barlangba viszi őket. Ekkor a Doktortól azt kérték az ősemberek, hogy csiholjon tüzet, de ő nem tudott csinálni. Majd a további háromtól is akarták, de ők sem tudtak. Ekkor az ősemberek egy börtönbe a Koponyák Barlangjába vetették a főhőseinket. A Doktor szégyenkezik, mert azt hiszi, hogy ez az ő hibája volt.

### 3. rész
A barlangból a főhősök megpróbálnak kiszabadulni, de előbb a bilincseiket próbálják levenni. Először Ianét. Az öregasszony elvette Zától a kését, miközben aludt, s a férfi azt hiszi hogy, meg akarja ölni a Doktort, s társait. Za el akarja venni a tüzet, hogy ő lehessen a törzs vezére. Az Öreg Nő valójában segíteni akar a Doktornak és társainak, hogy ne legyen a tűz, mert a nő úgy véli hogy, az veszélyes. Majd kisegítette, és kivezette őket.
Ezután Za megsebzi az öregasszonyt, hogy megszerezhesse a tüzet. Ezalatt a Doktor és társai menekülnek, folyamatosan az erdőn át, míg Barbara bele nem botlik, egy döglött vaddisznóba. Ezalatt pedig Za és Hur elkezdik követni, mígnem őt valamilyen vadállat meg nem sebzi. Ekkor megtalálja a Doktor, s elkezdi a társaival Zát meggyógyítani. Eközben, Kal az Öreganytól kérdi, hogy hova mentek a foglyaik, aki elárulta hogy, hova (de ekkor megöli az asszonyt). Miután meggyógyították Zát egy hordágyra teszik, s megpróbálják tudni, hogy merre van a Tardis. Eközben az ősemberek elindulnak elkapni a Doktort, s társait, de előtte az öregasszonyt örök nyugalomra helyezik.
Amikor főhőseink megérkeznek a Tardishoz, meglepik őket az ősemberek.

### 4. rész
Miután elkapták főhőseinket, a barlangban az öregasszony megölésével vádolják őket. Ekkor Kal azzal vádolja Zát, hogy ő ölte meg az öregasszonyt. A Doktor szerint a kés amiről azt állítják, hogy Za avval ölte meg az Öreg Hölgyet, tiszta, s nem biztos, hogy azzal ölték meg. Viszont mutat egy másik kést, ami jobb, mint ez. Ekkor észreveszi a Doktor, hogy Za csak megsebezte, s Kal ölte meg valójában az öregasszonyt. Kal azt vallja, hogy azért tette, mert a nő megszöktette a Doktort. A doki, azt mondja, hogy Kal rossz vezető, s el akarja űzetni. Ugyanezt csinálja Ian is, s erre az ősemberek megdobálják Kalt.
Za végül beviteti hőseinket a Koponyák Barlangjába, bár Ian azt kéri, hogy a szikla előtt csinálják. Ha kimennek hőseink, akkor meghalnak. Később bemegy a törzsfő megnézni a munkát. Ekkor jelentik, hogy jön egy Orb nevű ősember, valamint törzse. Ezután már sikerült, megcsinálni a tüzet. Később körülötte Za és Kal verekszik a tűzért, s a győztes Za lett. Ennek ellenére nem engedték őket szabadon, de legalább örülnek, hogy életben vannak.
Később kitalálnak a főhősök egy cselt, hogy szabaduljanak ki: botokra raknak koponyákat, s ezzel megpróbálják elhitetni, hogy meghaltak. Ez elég lesz nekik, hogy eltereljék az ősemberek figyelmét. Miután sikeresen kiszabadultak, üldözték az ősemberek őket, mígnem a Doktor és társai bejutottak a Tardisba. Csakhogy amikor beértek egy másik időbe, másik bolygóra érkeztek, s a kijelző Vészjelzést adott.

## Epizódlista
| Epizód címe              | Bemutató napja     | Hosszúsága | Nézők száma (millió) | Formátum |
| ------------------------ | ------------------ | ---------- | -------------------- | -------- |
| Egy földönkívüli gyermek | 1963. november 23. | 23:24      | 4,4                  | 16mm t/r |
| A koponyák barlangja     | 1963. november 30. | 24:26      | 5,9                  | 16mm t/r |
| A félelem erdeje         | 1963. december 7.  | 23:36      | 6,9                  | 16mm t/r |
| A tűzgyújtó              | 1963. december 14. | 24:22      | 6,4                  | 16mm t/r |

### Az első rész alternatívan felvett változatai
| Verziószám | Bemutató napja      | Hosszúsága | Nézők száma (millió) | Formátum |
| ---------- | ------------------- | ---------- | -------------------- | -------- |
| 1          | 1991. augusztus 26. | 25:23      | 1,7                  | 16mm t/r |
| 2          | nem mutatták be     | 25:23      | n/a                  | 16mm t/r |

## Alternatív címek
- The Tribe of Gum  (magyarul: A Gum törzs), munkacím
- 100000 BC (magyarul: Kr. e. 100 000), címe a bemutató alatt
- The Paleolithic Age (magyarul: Őskorszak), Verity Lambert által adott cím 1964 végén
- The Stone Age (magyarul: A kőkorszak), 1965 végén adták a címet
- An Unearthly Child (vagy változatai) (magyarul: lásd legfelül). Először az angol Rádióújság alkalmazta a sorozat 10. évfordulója alkalmából.

## Könyvkiadás
A könyvváltozatát 1981. október 15-én adta ki a Target könyvkiadó.

## Otthoni kiadás
- VHS-en 1990-ben adták ki.
- DVD-n 2006 januárjában adták ki, a The Beginning nevű dobozban a The Daleks és a The Edge of Destruction részekkel együtt.

### Forrásvideók
- 1. rész
- 2. rész
- 3. rész
- 4. rész

### Fordítás
- Ez a szócikk részben vagy egészben  az   An Unearthly Child című angol Wikipédia-szócikk fordításán alapul.  Az eredeti cikk szerkesztőit annak laptörténete sorolja fel. Ez a jelzés csupán a megfogalmazás eredetét és a szerzői jogokat jelzi, nem szolgál a cikkben szereplő információk forrásmegjelöléseként.